# Jitendra Malik
Jitendra Malik (Mathura, 11 de octubre de 1960) es un académico indio-estadounidense que se desempeña como profesor Arthur J. Chick de Ingeniería Eléctrica y Ciencias de la Computación en la Universidad de California en Berkeley. Su investigación se centra en la visión artificial.

## Biografía
Malik nació en Mathura, India, el 11 de octubre de 1960. Hizo sus estudios en Jabalpur, en la St. Aloysius Senior Secondary School. Recibió el título BTech en ingeniería eléctrica por el IIT Kanpur en 1980 y un doctorado en informática por la Universidad Stanford en 1985. En enero de 1986 se incorporó a la Universidad de California en Berkeley, donde actualmente es profesor Arthur J. Chick en la División de Ciencias de la Computación del Departamento de Ingeniería Eléctrica y Ciencias de la Computación (EECS). También forma parte del cuerpo docente del departamento de Bioingeniería y de los grupos de Ciencias Cognitivas y Ciencias de la Visión. Se desempeñó como presidente de la División de Ciencias de la Computación durante 2002-2004 y como jefe de departamento de EECS durante 2004-2006 y 2016-2017. Desde enero de 2018, también es director de investigación y líder del sitio de Facebook, AI Research en Menlo Park, donde dirige un equipo de investigadores e ingenieros en visión artificial, aprendizaje automático y robótica.

## Investigación
Su grupo de investigación ha trabajado en muchos temas diferentes en visión artificial, modelado computacional de la visión humana, gráficos por computadora y análisis de imágenes biológicas. Ha sido mentor de más de 60 estudiantes de doctorado y becarios postdoctorales, varios de los cuales ocupan cargos docentes en las principales universidades de Estados Unidos y el mundo. En esta investigación surgieron varios conceptos y algoritmos conocidos, como difusión anisotrópica, cortes normalizados, imágenes de alto rango dinámico, contexto de forma y R-CNN. Según Google Scholar, sus obras han sido citadas más de 150.000 veces con un índice h de 124, un índice i10 de 278 y más de 20 de sus artículos han recibido más de mil citas cada uno. Es uno de los investigadores en ingeniería más citados del ISI. Ha formado parte del jurado de Ingeniería e Informática del Premio Infosys desde 2019.
Recibió la medalla de oro al mejor estudiante graduado en ingeniería eléctrica del IIT Kanpur en 1980 y un Premio Presidencial para Jóvenes Investigadores en 1989. En UC Berkeley, fue seleccionado para el premio Diane S. McEntyre a la excelencia en la enseñanza en 2000, una cátedra de investigación Miller en 2001, y nombrado profesor Arthur J. Chick en 2002. Recibió el premio al alumno distinguido del IIT Kanpur en 2008. Fue galardonado con el Premio Longuet-Higgins en 2007 y 2008 y el Premio Helmholtz dos veces en 2015 por contribuciones que han resistido la prueba del tiempo (otorgado a artículos después de 10 años de publicación). Es miembro del IEEE, de la ACM, de la Academia Estadounidense de Artes y Ciencias, miembro de la Academia Nacional de Ingeniería y la Academia Nacional de Ciencias. También recibió el Premio al Investigador Distinguido PAMI-TC (2013), el Premio KS Fu (2014), el Premio ACM - AAAI Allen Newell (2016) y el Premio IJCAI a la Excelencia en Investigación en IA (2018). Fue galardonado con el premio Computer Pioneer Award de la IEEE Computer Society de 2019 por su "papel de liderazgo en el desarrollo de la visión por computadora en una disciplina próspera a través de investigación, liderazgo y tutoría pioneros".